# 日本大学理工学部旧1号館

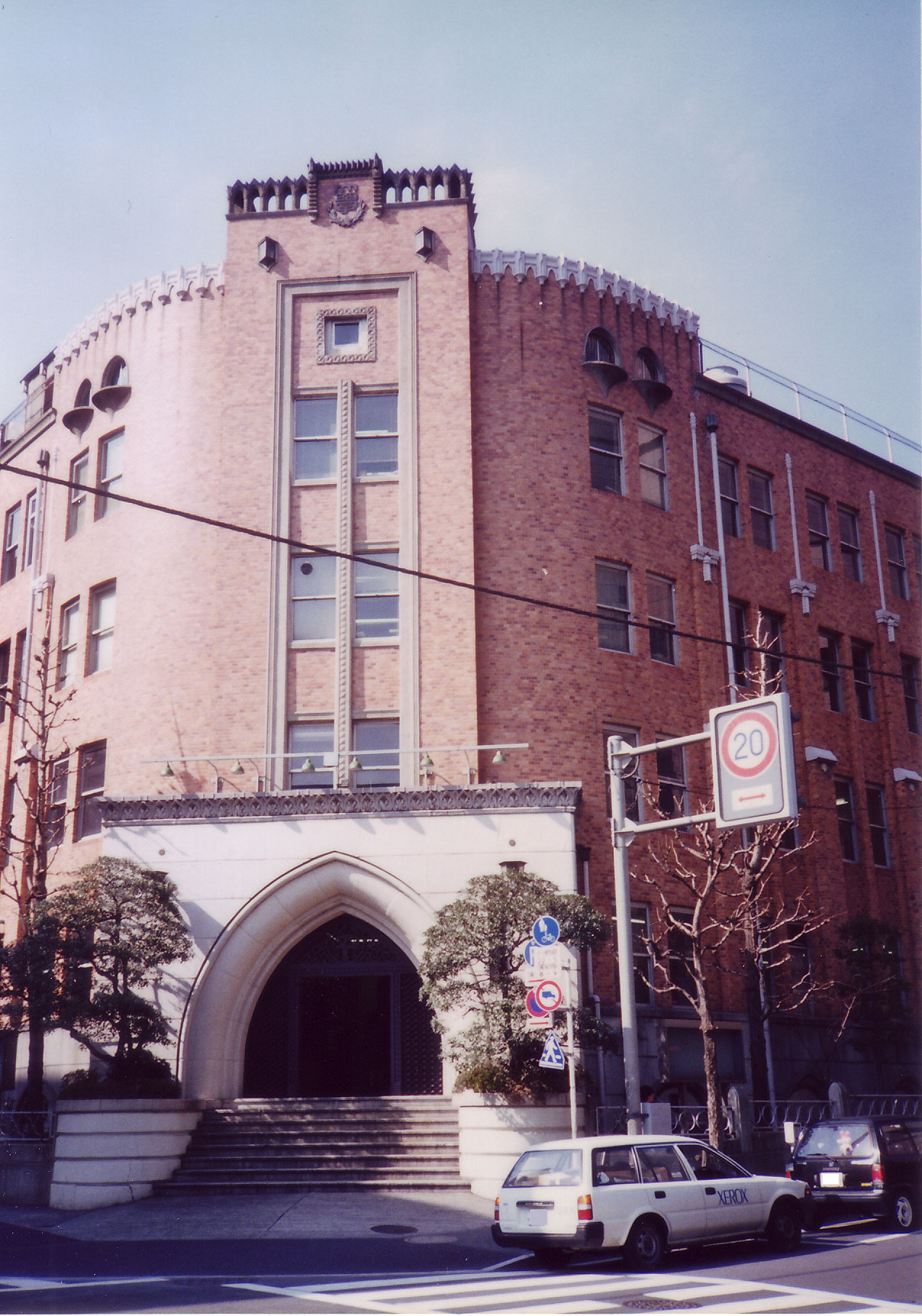
駿河台旧1号館（1929年4月竣工、現存せず）

日本大学理工学部旧1号館（にほんだいがくりこうがくぶきゅういちごうかん）は、1928年（昭和3年）日本大学の設計、新工務所の施工で建築された、ゴシック様式にルネサンス様式を加えた建築物である。

## 概要

### 竣工
1928年（昭和3年）、日本大学の設計により、株式会社新工務所が建築した。設計において、ポインテッドアーチ・柱の垂直線を用いたゴシック様式、及びスカイライン装飾帯の水平線を協調したルネサンス様式が加味された折衷様式、竣工時の外壁は白タイル。

### 解体
2000年（平成12年）、72年にわたり理工学部の歴史を刻んだ旧1号館の設計思想は、新1号館に継承された。
外壁の茶色タイルは、1968～1969年頃の学生運動（日大紛争）で破損し修復されたもの、ポインテッドアーチの正面玄関は新1号館の入り口ホールに展示保存されている。

### 略歴
- 1928年（昭和03年） - 工学部1号館として再建[4]。
- 2000年（平成12年） - 旧1号館取り壊しおよび理工学部新1号館が建て替え。